# Скатах
Ска́тах (ирл. Scáthach; гэльск. Sgàthach) — легендарная шотландская воительница, которая фигурирует в Уладском цикле ирландской мифологии. Известна прежде всего тем, что обучала боевым искусствам ирландского героя и полубога Кухулина, а также подарила ему смертоносное копьё Га-Болг. Являлась сестрой Аоифе, с которой яростно соперничала и которую победил Кухулин. Скатах тесно ассоциируется с шотландским островом Скай, где находилась её резиденция — замок Дунскат.

## Описание
Считается, что Скатах жила на стыке III-II веков до нашей эры.
По легенде, Скатах жила на острове Скай в неприступном замке, ворота которого охраняла её дочь Уатах. Там она держала нечто вроде военной школы, в которой обучала боевому искусству многочисленных учеников. Известно, что Скатах учила их прыгать с шестом, что было полезно при осаде крепостей, сражаться под водой и использовать смертоносное копьё собственного изобретения, Га-Болг.
Самым известным учеником Скатах был ирландский герой Кухулин, в течение года тренировавшийся с воительницей и приобретший у неё множество навыков, которые впоследствии помогали ему выигрывать сражения.
В рамках своего обучения Кухулину пришлось сразиться с воительницей и, по некоторым сведениям, сестрой Скатах — Аоифе, которая претендовала на её территорию. Обманом победив Аоифе, Кухулин приставил меч к её горлу и пообещал сохранить ей жизнь, если она прекратит конфликты со Скатах и родит ему сына. В результате Аоифе родила сына Коннлу, которого Кухулин впоследствии убил.